# Tiên Nguyên
Tiên Nguyên là một xã thuộc tỉnh Tuyên Quang, Việt Nam.

## Địa lý
Xã Tiên Nguyên cách trung tâm huyện Quang Bình 25 km về phía đông bắc, có vị trí địa lý:
- Phía đông giáp xã Xuân Minh
- Phía tây giáp thị trấn Yên Bình và xã Tân Nam
- Phía nam giáp xã Tân Bắc
- Phía bắc giáp huyện Hoàng Su Phì.

Xã Tiên Nguyên có diện tích 101,11 km², dân số năm 2019 là 4.790 người, mật độ dân số đạt 47 người/km².
Xã Tiên Nguyên là nơi sinh sống của 5 dân tộc anh em là (Dao, Tày, Kinh, Mông, Nùng), trong đó dân tộc Dao chiếm trên 80% tổng số dân.

## Hành chính
Xã Tiên Nguyên được chia thành 14 thôn, bản: Tân Tiến, Nậm Cài, Tây Sơn, Cao Sơn, Trung Thành, Hồng Sơn, Xuân Hồng, Quang Sơn, Thượng Bình, Hạ Bình, Thượng Minh, Xuân Chiều, Xuân Hòa, Hòa Bình.

## Lịch sử
Trước đây, xã Tiên Nguyên thuộc huyện Bắc Quang và cùng năm rồi chuyển sang thuộc huyện Hoàng Su Phì rồi chuyển sang thuộc huyện Quang Bình.
Từ xa xưa, vùng đất xã Tiên Nguyên được gọi là Bản Vèn thuộc xã Tụ Nhân huyện Hoàng Su Phì của châu Bình Nguyên (Tuyên Quang).
Đến tháng 9 năm 1895, thực dân Pháp thiết lập bộ máy cai trị và thành lập tiểu quân khu Bắc Quang, vùng đất Tiên Nguyên thuộc tiểu quân khu Bắc Quang.
Cách mạng Tháng Tám năm 1945 thành công, nhưng địa bàn Tiên Nguyên lại thuộc vùng kiểm soát của Quốc Dân Đảng; dưới sự lãnh đạo của Huyện ủy Bắc Quang và cán bộ Việt Minh đến tháng 10 năm 1948, nhân dân xã Tiên Nguyên giành được chính quyền, Ủy ban hành chính cách mạng huyện Bắc Quang công bố quyết định (của Ủy ban kháng chiến hành chính liên khu 10) thành lập Ủy ban hành chính cách mạng xã Tiên Nguyên nằm trong tiểu khu Thông Nguyên thuộc huyện Bắc Quang (Tiểu khu Thông Nguyên gồm 3 xã Thông Nguyên, Tiên Nguyên và Tân Lập).
Tháng 12 năm 1975, theo quyết định của Quốc hội nước Việt Nam dân chủ cộng hòa, tỉnh Hà Giang và tỉnh Tuyên Quang sáp nhập thành tỉnh Hà Tuyên, xã Tiên Nguyên trực thuộc huyện Bắc Quang, tỉnh Hà Tuyên.
Ngày 18 tháng 11 năm 1983, Hội đồng Bộ trưởng ban hành Quyết định 136-HĐBT về việc điều chỉnh xã Tiên Nguyên về huyện Hoàng Su Phì quản lý.
Đến tháng 10 năm 1991, thực hiện quyết định của Quốc hội khóa VIII, tỉnh Hà Tuyên được chia tách thành 2 tỉnh: Hà Giang và Tuyên Quang, xã Tiên Nguyên thuộc huyện Hoàng Su Phì, tỉnh Hà Giang.
Ngày 1 tháng 12 năm 2003, Chính phủ ban hành Nghị định 146/2003/NĐ-CP về việc thành lập huyện Quang Bình trên cơ sở điều chỉnh toàn bộ xã Tiên Nguyên thuộc huyện Hoàng Su Phì về huyện Quang Bình quản lý.